# Estoril Open 2024
Estoril Open 2024 este un turneu profesionist de tenis organizat în cadrul circuitului masculin ATP, care are loc în perioada 1–7 aprilie, la Cascais, Portugalia, pe terenuri cu zgură. Este cea de-a 9-a ediție a Estoril Open, parte a categoriei ATP 250 din sezonul Circuitul ATP 2024.

## Campioni

### Simplu
Pentru mai multe informații consultați Estoril Open 2024 – Simplu

### Dublu
Pentru mai multe informații consultați Estoril Open 2024 – Dublu

## Puncte și premii în bani

### Distribuția punctelor
| Probă  | C   | F   | SF  | QF | Runda 2 | Runda 1 | Q   | Q2  | Q1  |
| Simplu | 250 | 165 | 100 | 50 | 25      | 0       | 12  | 7   | 0   |
| Dublu  | 250 | 150 | 90  | 45 | N/A     | 0       | N/A | N/A | N/A |

### Premii în bani
| Probă  | C        | F        | SF       | QF       | Runda 2  | Runda 1 | Q2      | Q1      |
| Simplu | 88.125 € | 51.400 € | 30.220 € | 17.510 € | 10.165 € | 6.215 € | 3.105 € | 1.695 € |
| Dublu* | 30.610 € | 16.380 € | 9.600 €  | 5.370 €  | 3.160 €  | N/A     | N/A     | N/A     |

*per echipă